# 천승: 극강의 싸움꾼
"천승: 극강의 싸움꾼"은 대한민국의 영화이다.

## 캐스팅
- 임승준 : 천승 역
- 권동원 : 김강옥 역
- 서담희 : 수연화 역
- 이정호 : 이하룡 역
- 황성민 : 히가시 역
- 이상운 : 마사후이 역
- 조은호 : 미우라 역
- 강태겸 : 최영 역
- 김태야 : 미오
- Gem Nandin : 운당 무술고수 역
- 최민혁 : 산속 무술고수 역
- 이금용 : 김강옥파 행동대장 역
- 이현우 : 김강옥파 조직원들 역
- 정찬욱 : 김강옥파 조직원들 역
- 김재명 : 상인 역
- 고상현 : 일본순사 1 역
- 문성복 : 일본순사 2 역
- 윤경호 : 일본순사 3 역
- 전찬웅 : 일본순사 4 역
- 김재명 : 일본순사 5 역
- 김일석 : 일본순사 6 역
- 박형석 : 일본순사 7 역
- 양근석 : 김인식 역
- 강경우 : 성인 촤영 역
- 고훈목 : 일본인 역
- 차종호 : 사진사 역
- 이주현 : 경비대원 역
- 이안나 : 포목점 여주인 역
- 김선문 : 최영 아버지 역
- 임채선 : 소리치는 사람 역
- 이승희 : 기생 1 역
- 유미애 : 기생 2 역
- 고은지 : 기생 3 역
- 조인호 : 지배인 역
- 이승한 : 도박 일본인 1 역
- 박용덕 : 도박 일본인 2 역